# Droits des États
Dans la politique aux États-Unis, le terme « droits des États » (anglais : states' rights) fait référence à la souveraineté individuelle des gouvernements des États américains vis-à-vis de l'État fédéral. La répartition des pouvoirs est déterminée par la Constitution, reflétant notamment les pouvoirs énumérés du Congrès et le Dixième amendement.
La question des droits des États fut l'un des principaux arguments négationnistes du mouvement néo-confédéré, qui a cherché à légitimer a posteriori la « Cause perdue » de la Confédération, en niant le fait que l'esclavage fut la cause principale de la guerre de Sécession,,.